# YuNi
YuNi（ユニ）は、動画共有サイトYouTubeを中心に活動するバーチャルシンガー、バーチャルYouTuber。レーベルはトイズファクトリー（2018年 - 2020年はyunion.wave〈流通はソニー・ミュージックソリューションズに委託〉）。

## 概要
主に「歌ってみた」などの動画を投稿しており、「世界初バーチャルシンガー (Vsinger)」を自称している。
株式会社Candeeと、Activ8株式会社の共同プロデュースであり、Activ8株式会社が運営するバーチャルタレント支援プロジェクト『upd8』に立ち上げ時から参加している。

キャラクターデザインは漫画家、イラストレーターの桜木蓮。
2020年8月14日には同年冬にトイズファクトリーよりメジャーデビューすることを発表した。
2022年1月27日にYuNi名義としての活動は並行して、セルフプロデュース音楽プロジェクト「cyAnos」の始動を発表。cyAnosプロジェクトでは作詞を内村友美、作曲・編曲を江口亮を起用し、ビジュアルイメージではYuNi自身ではなく、ひとりの女性の素を出したリアルな存在として音楽を届けていくと説明した。

## 人物・エピソード
デビューから半年間、カバー曲（歌ってみた）動画については、自分自身でミックスを担当して動画を投稿していた。苦労したエピソードとして、初めての状態から自分で調べ勉強しながらミックスを行い、ほぼ毎日投稿していたこと、マイクを逆にした状態で録音してしまい、全て録り直しになったことをあげている。歌う曲のジャンルでは声質的にロックが苦手と述べている。
刺激を受けたシンガーやアーティストとして、La la larks、GARNiDELiAのメイリア、坂本真綾、Joelleを挙げている。またゲームのサウンドトラックも好んでおり、ファイナルファンタジーシリーズを挙げている。 尊敬・目標としているVTuberとしてキズナアイ、面白いVtuberにはおめがシスターズを挙げている。
初のオリジナル曲である「透明声彩」リリース時に設立したレーベルであるyunion.waveについては、自身の名前YuNiと、Union、波、音楽ファイルの拡張子(WAV)等の名詞を詰め込んだ事が由来としている。

## 来歴
2018年
- 5月14日、YouTubeにチャンネルを開設。
- 6月14日、動画を初投稿。
- 8月26日、YouTubeのチャンネル登録者数が10万人を突破。
- 10月26日、初のオリジナル曲「透明声彩」を発表。
- 12月27日、YouTubeのチャンネル登録者数が20万人を突破。

2019年
- 5月23日、オフィシャルファンクラブを開設。
- 7月26日、YouTubeのチャンネル登録者数が30万人を突破。

2020年
- 8月14日、upd8を離脱し、プライベートレーベルのyunion.waveとトイズファクトリーで運営し、同年冬にトイズファクトリーよりメジャーデビューすることを発表。

2021年
- 4月16日、シングル曲「キライ」、トイズファクトリー所属デビュー初のアルバム「eternal journey」、同年夏にワンマンライブ開催予定を発表。
- 5月24日、TikTokに自身の公式アカウントを開設。
- 5月25日、メジャーデビューアルバム発売記念として、初のインターネットサイン会をリミスタ企画にて開催を発表。
- 5月30日、YuNi ONE MAN LIVE「UNLOCK」、ファンミーティングイベント「yunion Fes」開催を発表。
- 5月31日、タレントのまなこと共演した、自身のオリジナル楽曲「DAYZ」のダンス動画を公開。
- 6月18日、2ndアルバム「eternal journey」発売記念のインターネットサイン会、リミスタ企画をYoutubeでライブ配信。配信時間約10時間でサインした枚数は1086枚。

2022年
- 1月27日、同年2月3日までの活動休止を発表。
- 2月4日、Youtube配信にてセルフプロデュース音楽プロジェクト「cyAnos（シアノス）」を始動、同日に活動資金を募るクラウドファンディングを募集することを発表。
- 4月30日、cyAnosプロジェクト第1弾楽曲「Who knows the answer」をリリース。
- 7月8日、cyAnosプロジェクト第2弾楽曲「Still it was so beautiful」をリリース。

## 出演

### テレビ番組
2018年
- キズナアイのばん組（8月30日、BS日テレ）
- VIRTUAL BUZZ TALK!（10月26日、11月2日、TOKYO MX）

2019年
- NHKバーチャルのど自慢（1月2日、NHK総合）
- 超人女子戦士 ガリベンガーV（8月22日、テレビ朝日）
- 関ジャム 完全燃SHOW（11月10日、テレビ朝日）

2021年
- めざましテレビ めざましテレビエンタメPick Up （5月12日、フジテレビジョン）

- a-NN (POWER PUSH) （6月27日、テレビ愛知）

2022年
- プロジェクトV（5月26日、6月30日、8月25日、日本テレビ）

### ラジオ番組
2019年
- YuNiのオールナイトニッポンi（2019年4月23日 - 2021年12月27日、ニッポン放送 PODCAST STATION）
- 洲崎綾のバババババーチャル（9月4日・9月11日・9月18日、超!A&G+）
- ミュ〜コミ+プラス（5月17日、ニッポン放送）

2020年
- ミュ〜コミ+プラス（8月17日、ニッポン放送）

2021年
- ミューコミVR（5月30日、ニッポン放送）

- クリエイターズ・スタジオ with ボカコレ（6月8日、JFN系ラジオ局[44]）
- キャッチ！（6月17日、FM滋賀[45]）
- 802 Palette（6月19日、FM802[46]）

### MV
- HIMEHINA『愛包ダンスホール』（2023年12月）[47]

## イベント
2018年
- 秋フェス2018秋（10月18日 - 11月18日）
- YuNi 1st VR LIVE! ～VeRy Merry X'mas～（12月24日）

2019年
- UNiON WAVE – 花は幻 – Supported by SPWN（3月16日）
- さよなら平成カウントダウンライブ UNiON WAVE - clear -（4月30日 - 5月1日）
- YuNi 1st ANNIVERSARY EVENT (6月14日）
- A.I. Party! 2019 ～ hello, how r u? ～（6月30日）
- DIVE XR FESTIVAL（9月22日）
- FAVRIC（9月29日）
- UNiON WAVE -evolve-（10月5日）

2020年
- 以心伝心-BorderlessLive5G-（3月21日、日中同時VR音楽ライブ）2019新型コロナウイルスの影響で無観客&ライブ配信
- VTuber Fes Japan @ニコニコネット超会議2020（4月19日、ニコニコ生放送）
- YuNi 3rd VR Live 「eternal journey」（10月24日 cluster）
- Virtual Music Award 2020（12月28日 立川ステージガーデン）

2021年
- VTuber Fes Japan 2021 DAY2（1月31日 川口総合文化センター・リリア）
- V-Carnival（2021年4月4日 オンライン）
- YouTubeMusicWeekend（7月17日 Youtube配信 ）
- YuNi ONE MAN LIVE 「UNLOCK」 （7月30日 東京・池袋harevutai）
- ファンイベント「yunion Fes」 （7月31日 東京・池袋harevutai）
- YuNi ONE MAN LIVE「 UNLOCK」After Party〜YuNiとライブを振り返ろう〜 （8月28日 オンライン配信 SPWN）
- V-FES ～FUISION～ in バーチャル東京タワー（11月27日 東京タワー・展望台メインデッキ1階 club333）
- SANRIO Virtual Fes in Sanrio Puroland（12月12日 オンライン配信）

2022年
- YuNi ONLINE LIVE『BITTER & SWEET』（2月12日 SPWN）
- YuNi 4th anniversary ONLINE LIVE『Higher』（6月25日）
- VRゲーム「ディスクロニア: CA Episode II」発売直前記念イベント（12月8日）

## タイアップ
- 劇場アニメ「LAIDBACKERS-レイドバッカーズ」挿入歌 - Destination[70]
- SHIBUYA109 - 限定コラボグッズ [71]
- スマートフォンゲーム ウィムジカル ウォー（YuNiコラボ杯 2019年5月13日～2019年5月31日）[72]
- 丸井グループ - マルイノアニメプロモーション[73]
- STORES.jp - 期間限定グッズショップ「Kizuna AI & YuNi ✕ CREATORS by STORES.jp」（さめほし、遠藤）[74]
- 参天製薬株式会社  - プロジェクト「EYE CARE PROJECT」[75]
- VTuber図鑑 upd8ver. - オーダーメイドはんこ[76]
- テレビアニメ「宇崎ちゃんは遊びたい！」エンディングテーマ - ココロノック[77]
- Upd8（アップデート） フレグランス - YuNi[78]
- VTuberチップス2 - YuNi[79]
- SHOWROOMイベント - 【YuNi＆鹿乃コラボ】人気楽曲プロデューサーによる楽曲提供[80]
- 大塚製薬 - ポカリスエット（ポカリスエットアンバサダー）[81]
- VRゲーム ALTDEUS: Beyond Chronos - ED曲（Dawn）[82]
- Zeeny - ワイヤレスイヤホン Zeeny ANC（期間限定予約発売）[83]
- KANGOL REWARD - 半袖Tシャツ、ZIPパーカー(完全受注生産、期間限定販売)[84]
- Animax Cafe+ - 東京・原宿Animax Cafe（期間限定コラボカフェ（2022年5月10日〜5月30日）[85]）
- ヴィレッジヴァンガード - 【YuNi×ヴィレッジヴァンガード】～SHIBUYA JACK～[86]
- テレビアニメ「おかしな転生」エンディングテーマ - 風味絶佳[87]

## ディスコグラフィ

### シングル

#### YuNi名義
| タイトル         | 発売日         | 作詞・作曲・編曲                                             | 規格                               | 規格品番   | 備考 |
| ---------------- | -------------- | ------------------------------------------------------------ | ---------------------------------- | ---------- | --- |
| 透明声彩         | 2018年10月26日 | 作詞/作曲/編曲 ： YUC'e                                      | デジタル・ダウンロード             | -          | |
| Winter Berry     | 2018年12月25日 | 作詞/作曲/編曲 ： YUC'e                                      | デジタル・ダウンロード             | -          | |
| 花は幻           | 2019年3月11日  | 作詞/作曲/編曲 ： La la larks , 編曲： 江口亮〈La la larks〉 | デジタル・ダウンロード             | -          | |
| Destination      | 2019年4月3日   | 作詞 : ミズノゲンキ , 作曲/編曲 : kz〈Livetune〉             | デジタル・ダウンロード             | -          | |
| Beautiful World  | 2019年10月6日  | 作詞/作曲/編曲 ： YUC'e                                      | デジタル・ダウンロード             | -          | |
| ココロノック     | 2020年8月14日  | 作詞/作曲/編曲 ： YUC'e                                      | デジタル・ダウンロード /シングルCD | SNCL-00031 | シングルCDにはinstrumentalを収録                                                                            |
| フィルモノローグ | 2020年9月30日  | 作詞/作曲/編曲 : Saku                                        | デジタル・ダウンロード /シングルCD | SNCL-00031 | |
| Dawn             | 2021年2月27日  | 作詞 : R!N , 作曲/編曲 : 郡陽介〈MyDearest〉                 | デジタル・ダウンロード             | -          | |
| キライ           | 2021年4月16日  | 作詞 : ゆよゆっぺ , 作曲/編曲 ： DJ'TEKINA//SOMETHING        | デジタル・ダウンロード             | -          | |
| DAYZ             | 2021年5月15日  | 作詞 ： q*Left , 作曲/編曲 ： ギガ〈Giga〉                   | デジタル・ダウンロード             | -          | メジャーデビューアルバム「eternal journey」のリード曲。 ミュージックビデオは東市篤憲（A4A）が監督を務めた。 |
| Higher           | 2022年9月23日  | 作詞/作曲：R Sound Design, 編曲：Saku                        | デジタル・ダウンロード             | -          | |

#### cyAnos名義
| タイトル                  | 発売日         | 作詞・作曲・編曲                         | 規格                   | 規格品番 | 備考 |
| ------------------------- | -------------- | ---------------------------------------- | ---------------------- | -------- | ---- |
| Who knows the answer      | 2022年4月30日  | 作詞：YuNi、内村友美, 作曲/編曲 ：江口亮 | デジタル・ダウンロード | -        |      |
| Still it was so beautiful | 2022年7月8日   | 作詞：YuNi、内村友美, 作曲/編曲 ：江口亮 | デジタル・ダウンロード | -        |      |
| Minor role                | 2022年10月29日 | 作詞：YuNi, 作曲/編曲 ：江口亮           | デジタル・ダウンロード | -        |      |